# 오중석
오중석(吳重錫, 1973년 8월 5일 ~ )은 KBO 리그 전 한화 이글스의 외야수이며, 이후 고향 공주시로 돌아와 모교인 공주고등학교 야구부 코치로 일했고, 2011년부터 감독을 역임하고 있다. 2013년 제47회 대통령배 고고야구대회에서 우승하여 우승에 기여했다.
이후 2022년 말부터 공주중학교 감독으로 보직을 옮겨 재직중이다.

## 학력
- 1989년 ~ 1992년 : 공주고등학교
- 1992년 ~ 1996년 : 한양대학교 (1992학번)

## 수상 경력
- 1994년 : KBA회장기 전국대학야구대회 하계/추계리그 최우수선수(MVP) 수상
- 2013년 :  제47회 대통령배 전국고교야구대회 감독상 수상